# Alma gemela

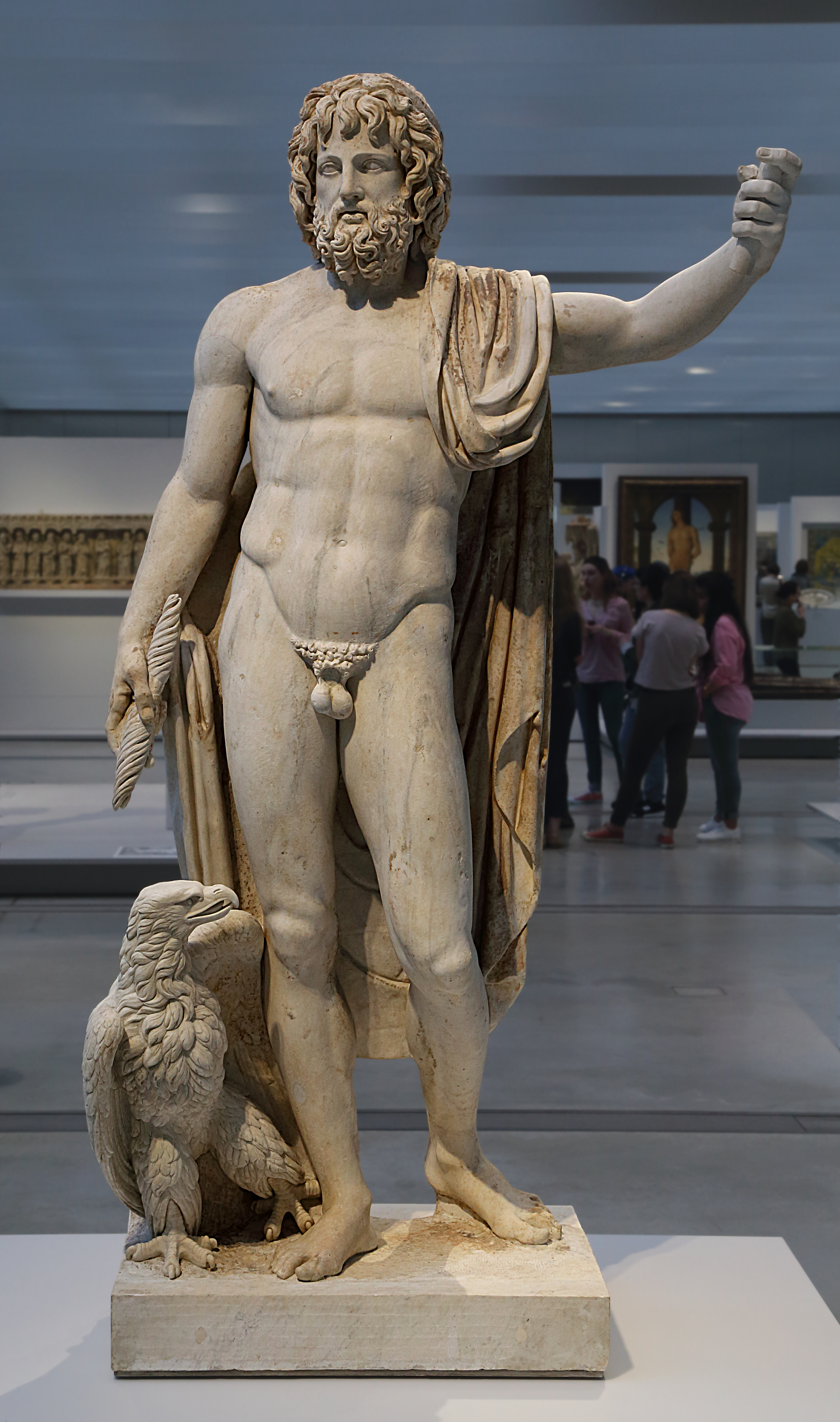
En El banquete de Platón, se explica que Zeus dividió a los humanos originales en dos seres independientes que permanentemente se buscan.

El concepto alma gemela se refiere a una persona con quien se tiene un sentimiento de afinidad profunda o natural. Esto puede involucrar similitud, amor, romance, relaciones platónicas, comodidad, intimidad, sexualidad, actividad sexual, espiritualidad y confianza.

## Usos históricos del concepto

### Platón
En su diálogo El banquete, Platón hace que Aristófanes presente una historia sobre las almas gemelas. Aristófanes afirma que los humanos originalmente tenían cuatro brazos, cuatro piernas y una sola cabeza hecha de dos caras. Había tres géneros: hombres, mujeres y "andróginos", cada uno con dos grupos de genitales y el andrógino con genitales masculinos y femeninos. Los hombres eran hijos del sol, las mujeres hijas de la tierra y los andróginos hijos de la luna,  hija del sol y la tierra. Los humanos tenían una gran fuerza en ese momento y amenazaron con conquistar a los dioses. Los dioses se enfrentaron entonces con la perspectiva de destruir a los humanos con un rayo como lo habían hecho con los Titanes, pero entonces perderían los tributos que los humanos les ofrecían. Zeus desarrolló una solución creativa al dividir a los humanos por la mitad como castigo por el orgullo de la humanidad y duplicar el número de humanos que rendirían tributo a los dioses. Estos humanos divididos se encontraban en una profunda miseria hasta el punto de no comer y perecer, por lo que Apolo los había cosido y reconstituido sus cuerpos con el ombligo como el único remanente que recordaba su forma original. Entonces, cada humano solo tendría un conjunto de genitales y siempre anhelaría su otra mitad; la otra mitad de su alma. Se dice que cuando los dos se encuentran, hay una comprensión tácita, que se sienten unidos y se acostarían en unidad y no conocerían mayor alegría que eso.

### Teosofía
En un paralelismo con lo explicado dentro de la mitología griega y el dodecateísmo, según la Teosofía, cuyas afirmaciones fueron modificadas por Edgar Cayce, Dios creó almas andróginas, igualmente hombres y mujeres. Las teorías posteriores postulan que las almas se dividen en géneros separados, tal vez porque incurrieron en karma mientras estaban en la Tierra, o por la  "separación de Dios". Durante una serie de reencarnaciones, cada mitad busca a la otra. Cuando toda la deuda kármica es purgada, las dos almas se fusionarán de nuevo.

### Bashert: la visión judía de las almas gemelas
Bashert (en yidis: באַשערט‎) es una palabra yidis que significa "destino". A menudo se usa en el contexto del cónyuge o alma gemela divinamente preordenada, que se llama "basherte" (mujer) o "basherter" (hombre). Se puede utilizar para expresar el destino o destino aparente de un evento auspicioso o importante, amistad o suceso. 
La idea proviene de declaraciones encontradas en la literatura rabínica clásica. Un proverbio que dice que "los matrimonios se hacen en el cielo" está ilustrado por una historia en una colección de midrash. 
En el uso moderno, los solteros judíos dirán que están buscando a sus acompañantes, lo que significa que están buscando a esa persona que los complementará y a quien ellos complementarán perfectamente. Debido a que se considera que Dios ha ordenado con anterioridad el matrimonio, se considera que su cónyuge es su esposo/esposa por definición, independientemente de si la vida conyugal de la pareja funciona bien o no.

### Concepto en las tradiciones hindúes
En el hinduismo sostienen la idea que las personas tienen una conexión kármica con ciertas almas. Esta idead de relación kármica está relacionada con el karma al igual que este se basa en un aprendizaje, pero dentro del ámbito de la pareja. Las relaciones kármicas vienen de vidas pasadas o ex-relaciones de la vida presente. Cuando se llega a un aprendizaje se dice se llega a una relación dhármicas

## Uso actual
El uso actual, "alma gemela" generalmente se refiere a una pareja romántica o platónica, con la implicación de un vínculo exclusivo de por vida. Es un término muy versátil, definido de manera diferente por diferentes individuos, ya que está relacionado con el concepto de amor. Por lo general, tiene la connotación de ser el vínculo más fuerte con otra persona que uno puede lograr. El mismo no se usa tan a menudo como otros términos que representan la misma idea, y es probable que esto conduzca a su percepción de rareza en el significado. La definición varía ampliamente y no puede ser identificada. Se acepta comúnmente que uno se sentirá "completo" una vez que haya encontrado su alma gemela, ya que está parcialmente en la definición percibida de que dos almas están destinadas a unirse. El término 'soul-mate'  ("alma gemela") apareció por primera vez en una carta de Samuel Taylor Coleridge "Marriage: a letter to a young lady"  en 1822.

## Concepto de la nueva era
De acuerdo con Mark L. Prophet y Elizabeth Clare Prophet, un alma gemela es una entidad separada con la que uno ha pasado muchas vidas como amigo, amante, compañero de trabajo o compañero, y a quien generalmente se le atrae para cumplir una misión específica. Describen a un alma gemela como uno de los muchos hermanos o hermanas espirituales potenciales: "a pesar de que puede haber una gran atracción y vínculo entre las almas gemelas, fundamentalmente, en el sentido último, se podría definir más como una relación hermano/hermana, aunque las almas gemelas tienen grandes matrimonios y una gran unión de corazones". Según Mark Prophet: "Una relación de alma gemela tiene que ver con el asiento del chakra del alma, ese chakra justo por encima de la base...La conexión es de evolución paralela y mutua más que de origen".

## Crítica
Algunos psicólogos afirman que creer que existe un alma gemela específicamente para una persona es una expectativa poco realista.